# Rae (lettre)
Cette page contient des caractères spéciaux ou non latins. S’ils s’affichent mal (▯, ?, etc.), consultez la page d’aide Unicode.
Pour les articles homonymes, voir Rae.
Rae (რაე, [raɛ], en géorgien) est la 17e lettre de l'alphabet géorgien.

## Linguistique
Rae est utilisé pour représenter le son [r].
Dans la norme ISO 9984, la lettre est translittérée par « r ».

## Représentation informatique
- Unicode[1] :
  - Asomtavruli Ⴐ : U+10B0
  - Mkhedruli et nuskhuri რ : U+10E0